# Canon antiaérien automoteur type 95
Le Type 95 (désignation militaire PLA: PGZ95) est un véhicule antiaérien automoteur chinois,. Il est armé de quatre Canons antiaériens Oerlikon Contraves de 25 mm, mais également parfois de 4 missiles QW-2 à courte portée et à autodirecteur infrarouge (type « fire and forget »). 
Il a été présenté pour la première fois au défilé militaire de Beijing en 1999. Plus tôt dans le développement, le système était désigné Type 90-II et Type 90-III avant d'être finalisé en Type 95.

## Description
Le véhicule utilise un châssis blindé à chenilles avec six roues, un pignon d’entraînement, un pignon fou et trois rouleaux de renvoi de chaque côté. Le véhicule compte trois membres d'équipage : le pilote, le commandant et l'artilleur. Le moteur est situé à l'avant du véhicule, le conducteur étant assis à gauche. Le poste de conducteur est muni d’une trappe et de trois blocs de vision pour une meilleure visibilité. Derrière le conducteur se trouve le poste du commandant muni d'une trappe surélevée et de trois blocs de vision. Vers l'arrière de la coque se trouve la grande tourelle motorisée.
Un équipement de suivi électro-optique est monté sur le devant de la tourelle dans une boîte blindée. Il comprend une caméra de suivi optique, une caméra de suivi à infrarouge et un télémètre laser. Les caméras de suivi ont une portée journalière d’environ 6 000 mètres et une portée nocturne de 5 000 mètres. Le télémètre laser a une portée comprise entre 500 et 5 500 mètres avec une précision de 5 mètres.
Deux canons automatiques à emprunt de gaz type 87 de 25 mm sont montés de chaque côté de la tourelle. Ils partagent les mêmes munitions que le canon automatique ZPT-90 monté sur la variante de véhicule de combat d'infanterie du WZ-551. La cartouche elle-même est un dérivé de la cartouche 23A de 152 mm du 2A14. La cadence de tir des canons est de 600 à 800 coups/min. Ils éjectent les douilles usagées des deux côtés du véhicule. Le véhicule emporte environ 1 000 obus. Les canons sont utilisés pour engager des cibles à une distance d'environ 2 500 mètres et à une altitude allant jusqu'à 2 000 mètres.
De plus, deux missiles à tête chercheuse infrarouges QW-2 peuvent être montés au-dessus des canons de chaque côté. Les 4 missiles QW-2, similaires au SA-16 Gimlet lancé à l'épaule, pourraient engager des cibles volant entre 10 et 3 500 mètres d'altitude avec une distance comprise entre 500 et 6 000 mètres. À l'arrière de la tourelle se trouve le radar de recherche en bande S, d'une portée rapportée de 11 km, optimisé pour la détection d'objectifs volant à basse altitude.

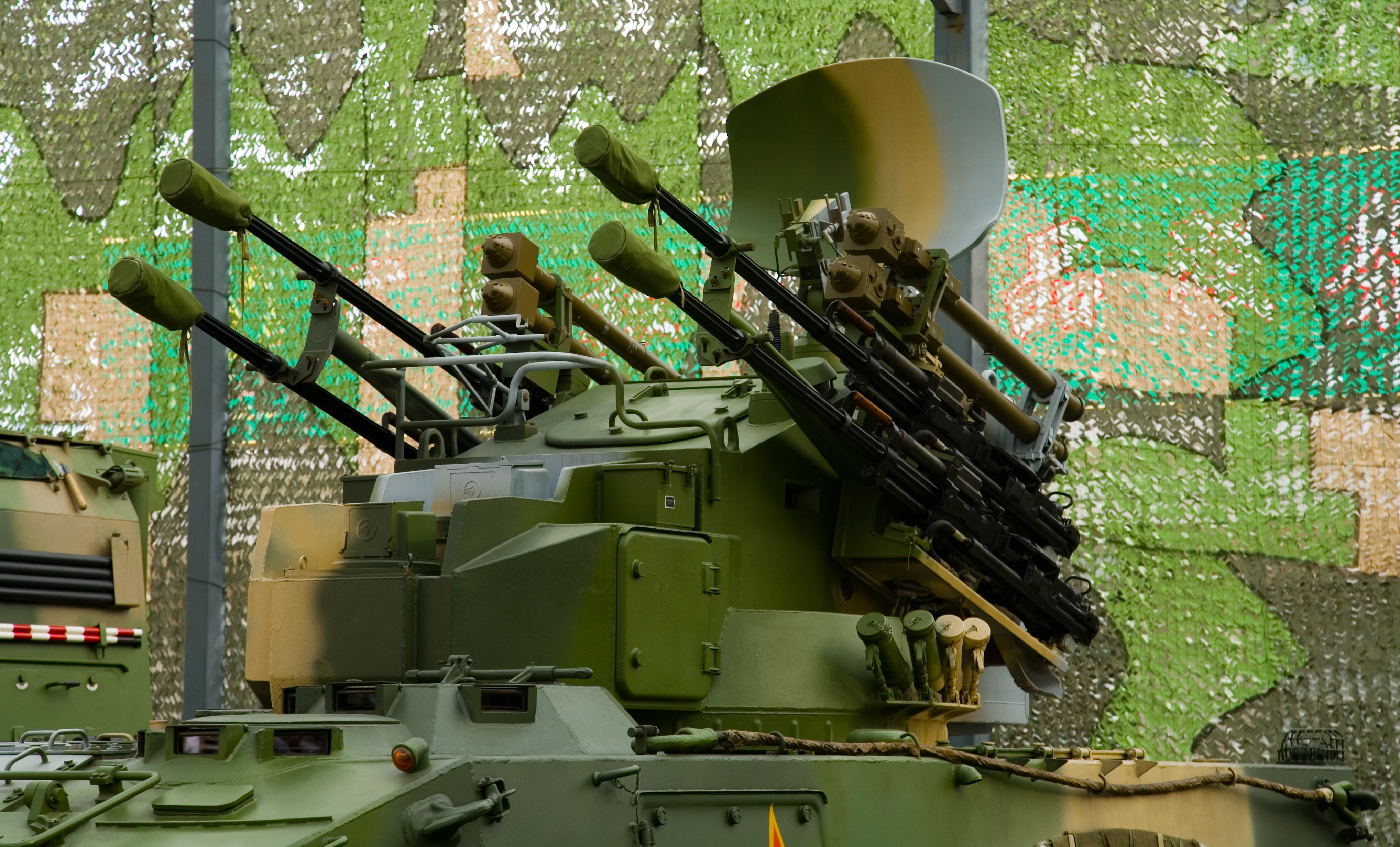
Détail de la tourelle. Notez les missiles en position au-dessus des canons.

Enfin, un ensemble de quatre lance-grenades fumigènes à combustion électrique sont montées de chaque côté de la tourelle (2x2) dans le but de tirer vers l’avant et les côtés du véhicule.
Une grande porte qui s'ouvre à gauche est prévue à l'arrière de la coque.
Le système peut automatiquement suivre les cibles de manière optique et fournir au mitrailleur une alerte lorsque la cible est à portée. Le tireur peut également diriger manuellement les canons, à l’aide du système optique ou d’un viseur de recul externe situé à l’extérieur de la tourelle. Le temps de réaction du système est d’environ 10 secondes en mode de recherche radar et de six secondes en mode optique. Le véhicule possède également une fonction de simulateur pour la formation.
Un véhicule de contrôle de batterie utilisant le même châssis est également construit. Il a un équipage de cinq personnes. Il utilise un radar de surveillance CLC-2 en bande S avec une portée maximale de 45 km et une altitude maximale de 4 500 mètres. Le système de communication du véhicule lui permet de communiquer numériquement jusqu’à 5 kilomètres et par liaison radio normale jusqu’à 15 kilomètres. De plus, il peut utiliser un fil de signal pour communiquer jusqu'à 500 mètres. Une unité d'alimentation auxiliaire (APU) alimente l'électronique. Une seule mitrailleuse lourde de calibre 12,7 mm est prévue pour l'autodéfense.
Une batterie type 95 typique comprend six véhicules DCA (défense contre avions) et un unique véhicule de commandement. De plus, trois camions de ravitaillement en munitions, un camion de test et de réparation et un camion d'alimentation électrique alimentent chaque batterie.

## Systèmes comparables
- Tunguska-M1
- ZSU-23-4
- Flugabwehrkanonenpanzer Gepard
- Pantsir
- HQ-7
- Crotale
- Canon antiaérien automoteur type 87
- PGZ-09